# Campionati europei di nuoto 1962
La X edizione dei campionati europei di nuoto si svolse nello stadio del nuoto di Lipsia, nell'allora Germania Est, dal 18 al 25 agosto 1962. Tra le 25  nazioni partecipanti si nota l'assenza della squadra della Germania Ovest.
Furono disputate tre gare in più rispetto al passato: i 400 metri misti individuali maschili e femminili, e la staffetta veloce maschile (4×100 metri stile libero). I trofei del campionato sono stati vinti, come nel 1958, dall'Unione Sovietica tra gli uomini e dai Paesi Bassi tra le donne.

## Medagliere
| Posizione | Paese            |    |    |    | Totale |
| --------- | ---------------- | -- | -- | -- | ------ |
| 1         | Paesi Bassi      | 6  | 5  | 5  | 16     |
| 2         | Germania Est     | 5  | 5  | 7  | 17     |
| 3         | Unione Sovietica | 4  | 4  | 3  | 11     |
| 4         | Gran Bretagna    | 2  | 5  | 2  | 9      |
| 5         | Francia          | 2  | 1  | 0  | 3      |
| 6         | Ungheria         | 2  | 0  | 3  | 5      |
| 7         | Svezia           | 1  | 2  | 2  | 5      |
| 8         | Austria          | 1  | 0  | 0  | 1      |
| 9         | Jugoslavia       | 0  | 1  | 0  | 1      |
| 9         | Spagna           | 0  | 1  | 0  | 1      |
| Totale    | Totale           | 23 | 24 | 22 | 69     |

## Nuoto

### Uomini
| Evento               | Oro                                                                      | Perform. | Argento                                                                          | Perform. | Bronzo                                                                | Perform. |
| Stile libero         |                                                                          |          |                                                                                  |          |                                                                       |          |
| 100 m                | Alain Gottvallès                                                         | 55"0     | Per-Ola Lindberg                                                                 | 55"5     | Ron Kroon                                                             | 55"5     |
| 400 m                | Johan Bontekoe                                                           | 4'25"6   | Hans Rosendahl                                                                   | 4'25"8   | Frank Wiegand                                                         | 4'26"8   |
| 1500 m               | József Katona                                                            | 17'49"5  | Miguel Torres                                                                    | 17'55"6  | Richard Champion                                                      | 17'59"8  |
| Dorso                |                                                                          |          |                                                                                  |          |                                                                       |          |
| 200 m                | Leonid Barbier                                                           | 2'16"6   | Wolfgang Wagner                                                                  | 2'17"9   | József Csikány                                                        | 2'18"5   |
| Rana                 |                                                                          |          |                                                                                  |          |                                                                       |          |
| 200 m                | Georgij Prokopenko                                                       | 2'32"8   | Ivan Karetnikov                                                                  | 2'33"2   | Robert van Empen                                                      | 2'38"1   |
| Delfino              |                                                                          |          |                                                                                  |          |                                                                       |          |
| 200 m                | Valentin Kuz'min                                                         | 2'14"2   | Brian Jenkins                                                                    | 2'15"6   | Wolfgang Sieberg                                                      | 2'18"0   |
| Misti                |                                                                          |          |                                                                                  |          |                                                                       |          |
| 400 m                | Gennadij Androsov                                                        | 5'01"3   | Jan Jiskoot                                                                      | 5'05"5   | Jürgen Bachmann                                                       | 5'05"9   |
| Staffette            |                                                                          |          |                                                                                  |          |                                                                       |          |
| 4×100 m stile libero | Francia Gérard Gropaiz Robert Christophe Jean Curtillet Alain Gottvallès | 3'43"7   | Gran Bretagna Stanley Clarke Peter Kendrew John Martin-Dye Robert McGregor       | 3'44"7   | Svezia Per-Ola Lindberg Mats Svensson Jan Lundin Bengt Nordvall       | 3'45"0   |
| 4×200 m stile libero | Svezia Hans Rosendahl Per-Ola Lindberg Mats Svensson Lars-Erik Bengtsson | 8'18"4   | Francia Gérard Gropaiz Alain Gottvallès Jean Curtillet Robert Christophe         | 8'20"4   | Germania Est Jochen Herbst Martin Klink Frank Wiegand Volker Fritsche | 8'24"6   |
| 4×100 m misti        | Germania Est Jürgen Dietze Horst Gregor Egon Henninger Frank Wiegand     | 4'09"0   | Unione Sovietica Veiko Siimar Valentin Kuz'min Leonid Kolesnikov Viktor Konoplev | 4'10"3   | Paesi Bassi Jan Weeteling Jan Jiskoot Wieger Mensonides Ron Kroon     | 4'10"9   |

### Donne
M = primato mondiale
| Evento               | Oro                                                                                      | Perform. | Argento                                                                     | Perform. | Bronzo                                                                        | Perform. |
| Stile libero         |                                                                                          |          |                                                                             |          |                                                                               |          |
| 100 m                | Heidi Pechstein                                                                          | 1'03"3   | Diana Wilkinson                                                             | 1'03"3   | Ineke Tigelaar                                                                | 1'03"3   |
| 400 m                | Adrie Lasterie                                                                           | 4'52"4   | Ineke Tigelaar                                                              | 4'57"3   | Elisabeth Ljunggren                                                           | 4'58"1   |
| Dorso                |                                                                                          |          |                                                                             |          |                                                                               |          |
| 100 m                | Ria van Velsen                                                                           | 1'10"5   | Cornelia Winkel                                                             | 1'10"7   | Veronika Holletz                                                              | 1'11"3   |
| Rana                 |                                                                                          |          |                                                                             |          |                                                                               |          |
| 200 m                | Anita Lonsbrough                                                                         | 2'50"2   | Klenie Bimolt                                                               | 2'51"2   | Ursula Küper                                                                  | 2'52"2   |
| Delfino              |                                                                                          |          |                                                                             |          |                                                                               |          |
| 100 m                | Ada Kok                                                                                  | 1'09"0   | Ute Noack                                                                   | 1'10"0   | Marianne Heemskerk                                                            | 1'10"3   |
| Misti                |                                                                                          |          |                                                                             |          |                                                                               |          |
| 400 m                | Adrie Lasterie                                                                           | 5'27"8   | Anita Lonsbrough                                                            | 5'32"3   | Márta Egervári                                                                | 5'33"3   |
| Staffette            |                                                                                          |          |                                                                             |          |                                                                               |          |
| 4×100 m stile libero | Paesi Bassi Cocki van Engelsdorp Gastelaars Adrie Lasterie Erica Terpstra Ineke Tigelaar | 4'15"1   | Gran Bretagna Linda Amos Adrienne Brenner Jennifer Thompson Diana Wilkinson | 4'16"3   | Ungheria Mária Frank Zsuzsa Kovács Csilla Madarász Katalin Takács             | 4'17"5   |
| 4×100 m misti        | Germania Est Ingrid Schmidt Barbara Göbel Ute Noack Heidi Pechstein                      | 4'40"1 M | Paesi Bassi Ria van Velsen Klenie Bimolt Ada Kok Ineke Tigelaar             | 4'42"9   | Gran Bretagna Linda Ludgrove Anita Lonsborough Mary Cotterill Diana Wilkinson | 4'46"2   |

## Tuffi

### Uomini
| Evento          | Oro           | Perform. | Argento            | Perform. | Bronzo          | Perform. |
| Trampolino 3m   | Kurt Mrkwicka | 147.21   | Hans-Dieter Pophal | 145.70   | Boris Poluljach | 145.20   |
| Piattaforma 10m | Brian Phelps  | 150.81   | Rolf Sperling      | 148.24   | Gennadij Galkin | 143.18   |

### Donne
| Evento          | Oro           | Perform. | Argento           | Perform. | Bronzo             | Perform. |
| Trampolino 3m   | Ingrid Krämer | 153.57   | Christiane Lanzke | 137.78   | Natalya Kuznetsova | 133.78   |
| Piattaforma 10m | Ingrid Krämer | 107.96   | Ninel' Krutova    | 95.92    | Gabriele Schöpe    | 90.88    |

## Pallanuoto
| Evento          | Oro      | Argento                     | Bronzo        |
| Torneo maschile | Ungheria | Jugoslavia Unione Sovietica | non assegnato |

## Trofeo dei campionati
- Coppa Europa (maschile)

| Posizione | Paese            | Punti |
| 1         | Unione Sovietica | 116   |
| 2         | Germania Est     | 100   |
| 3         | Francia          | 63    |
| 4         | Paesi Bassi      | 55    |
| 5         | Ungheria         | 54    |
| 6         | Svezia           | 52    |
| 7         | Gran Bretagna    | 50    |
| 8         | Jugoslavia       | 16    |
| 9         | Austria          | 15    |
| 10        | Spagna           | 8     |
| 11        | Finlandia        | 6     |
| 12        | Polonia          | 3     |
| 13        | Italia           | 2     |
| 13        | Norvegia         | 2     |
| 13        | Cecoslovacchia   | 2     |

- Coppa Bredius (femminile)

| Posizione | Paese            | Punti |
| 1         | Paesi Bassi      | 137   |
| 2         | Germania Est     | 109   |
| 3         | Gran Bretagna    | 63    |
| 4         | Ungheria         | 26    |
| 5         | Unione Sovietica | 20    |
| 6         | Svezia           | 19    |
| 7         | Austria          | 7     |
| 8         | Italia           | 1     |
| 8         | Finlandia        | 1     |
| 8         | Francia          | 1     |